# Neuroendokrinologie
Neuroendokrinologie (z lat. neuron; endo, uvnitř; ecrinno, vyměšovat a logos, slovo, řeč) je odvětví biologie (konkrétně obor fyziologie), které studuje interakci mezi nervovou a endokrinní soustavou; tj. jak mozek (zejména hypothalamus) řídí sekreci hormonů hypofýzy a reguluje hormonální aktivitu v těle. Tento obor se zabývá interakcemi mezi hormony a nervovými strukturami z hlediska regulací procesů v organismu. Právě neuroendokrinní regulace jsou důležité např. při laktaci, metabolismu, reprodukci, stresu apod.

## Neuroendokrinní systém
Tento systém se skládá z části nervové a endokrinní, které mohou být navzájem propojené či pracovat zcela nezávisle na sobě. Ty (společně i s imunitním systémem) reprezentují v těle jistý regulační systém. Endokrinní systém reaguje spíše na stimulaci chemickou, zatímco nervový spíše na fyzikální a mechanickou. Liší se i v reakční době. Nervový systém má velmi rychlé reakce oproti endokrinnímu (nervový vzruch se šíří rychlostí až 120 m/s). Nejdůležitějším zjištěním propojení těchto dvou systémů jsou poznatky o endokrinní povaze mnohých funkcí mozku. Tyto chemické substance mohou být jak neurotransmitery, tak i hormony, tudíž bychom je mohly zařadit do skupiny chemických mediátorů (přenašečů informací). Buňky neuroendokrinního systému jsou schopné sekrece, tvoří elektrický potenciál a mohou se depolarizovat.

### Hypothalamus

Hypothalamus

Hypothalamus má v neuroendokrinologii zásadní význam. Představuje část CNS (konkrétně část mezimozku), která tvoří neurohormony. Tvoří dno a částečně i stěny třetí mozkové komory a je fylogeneticky jednou z nejstarších částí mozku. Nachází se zde nervové buňky schopné neurosekrece (sekrece hormonů). Tyto neurony jsou zde rozptýleny buď jednotlivě nebo ve velkých skupinách, které nazýváme jádra. Tyto jádra produkují dva hormony – oxytocin a vazopresin. Tyto dva hormony jsou dopraveny po neurosekrečních dráhách do neurohypofýzy a následně vyplaveny do krve. Rozptýlené buňky pak produkují hormony, které stimulují činnost sekrečních buněk adenohypofýzy (liberiny), nebo je naopak tlumí (statiny). Všechny hormony hypothalamu představují peptidy, které se syntetizují v endoplazmatickém retikulu buňky. Z endokrinologického hlediska je možné považovat hypothalamus za centrální stanici pro shromažďování a integraci signálů z různých zdrojů, které putují dále do hypofýzy.

hypofýza

### Hypofýza
Hypofýza, též podvěsek mozkový, je malá žláza uložená v dolní části kocového mozku v tureckém sedle (v prohlubni klínové kosti lebky). Z anatomického hlediska hypofýzu lze rozdělit na dva (respektive tři) laloky: adenohypofýzu (přední lalok), střední lalok a neurohypofýzu (zadní lalok).
Adenohypofýza tvoří větší část hypofýzy a má velmi chudou inervaci. V podstatě jsou to jen drobná vlákna sympatika, které regulují průtok krve. V souvislosti se sekrecí hormonů se v adenohypofýze nachází pět základních druhů buněk: somatotropní, laktotropní, kortikotropní, tyreotropní a gonadotropní buňky. Somatotropních buněk je zpravidla nejvíce (uvádí se, že normální počet je 20 %, ale může jich být až 50 %), jejich počet se mění v závislosti na fyziologických a patologických podmínkách v organismu. Adenohypofýza produkuje několik různých hormonů, které řídí a koordinují činnost periferních endokrinních žláz, metabolismus tkáně a činnost orgánů. Na základě působení hormonů v organismu je možné je rozdělit do dvou skupin: tropní a proteinové hormony.
Střední lalok je druhově jinak vyvinutý. V některých učebnicích se uvádí jako součást adenohypofýzy. Hlavním hormonem, který se uvolňuje z této části je melanocyt stimulující hormon melanotropin (αMSH). Je to polypeptid, který se podílí na ukládání melaninu v melanocytech lidské kůže, čímž ovlivňuje její zbarvení. Jeho hlavní funkce spočívá v ochraně pokožky proti UV záření. Spolu s estrogenem zapříčiňují po čas gravidity zvýšenou pigmentaci pokožky těhotných žen. U savců je též známé, že potlačují chuť k jídlu, protože se tento hormon nachází i na nervových dráhách (v mozku) regulujících příjem potravy a výdej energie.
Neurohypofýza je kulovitého tvaru a je zapuštěná do předního laloku. Je tvořena nervovými vlákny a z velkého množství gliových buněk. Právě do zadního laloku se transportují dva hlavní hormony produkované hypothalamem (oxytocin a vazopresin) po nemyelizovaných nervových vláknech. Neurohypofýza tedy představuje jejich vlastní sekreční a zásobní žlázu. V těle nervových buněk jader se tvoří tzv. preprohormony (látky typické pro peptidové hormony, z nich se tvoří prohormon a dále pak konkrétní hormon).

### Epifýza

epifýza

Epifýza (česky šišinka) představuje malé tuhé hnědočervené až šedočervené tělísko ovoidního tvaru. Je součástí mezimozku a leží mezi zrakovými lůžky. Povrch epifýzy pokrývá měkká plena, ze které do vnitra vstupují vazivové přepážky společně s cévy a nemyelizovanými nervovými vlákny. Tkanivo tvoří pinealocyty a intersticiální (vmezeřené) buňky. Pinealocyty produkují neurohormon melatonin (odvozený od aminokyseliny tryptofan), též spánkový hormon. Tento hormon se tvoří i v jiných částech těla, ale do krve se dostává jen z epifýzy. Hormonální aktivita epifýzy je regulovaná na základě nervových podnětů ze sítnice oka (podle množství světla dopadající na sítnici). Denní světlo tlumí a tma zvyšuje tvorbu melatoninu (u MSH je to opačně). Pokud se organismus nachází v prostředí dlouhodobě osvětleném, tvorba melaninu je v trvalém útlumu a naopak. Rytmus tvorby a vylučování melatoninu závisí na skutečném vnitřním čase (určuje biologické hodiny každého z nás). Mimo jiné melatonin tlumí činnost gonád, sekreci pohlavních hormonů, urychluje začátek spánku a má stimulační účinek na imunitní systém. V souvislosti s regulací spánku má tento hormon vliv na tělesnou teplotu a kardiovaskulární systém. V prvních stádiích spánku dochází k dilataci cév v končetinách (tedy na periferii těla), čímž vzroste průtok krve a dojde k postupnému poklesu teploty krve v nitru těla (krev putuje na periferii, kde se ochladí). Tím se navodí optimální předpoklad pro zdravý spánek. Jakmile na sítnici začne působit světlo, dojde k rychlému poklesu melatoninu v krvi a k rychlému nárůstu teploty tělesného jádra.

### Spojení hypothalamu s hypofýzou
Vzájemné propojení je zajištěno dvěma systémy. První systém tvoří nervová vlákna. Spojení nervovými vlákny se uskutečňuje tzv. stopkou hypofýzy (infundibulum - popsáno v roce 1930). S tímto objevem vědci definovali pojem neurosekrece, tedy uvolňování hormonů nervovými buňkami do krevního oběhu přes zakončení neuritu (tento objev zjistily z neuronů v prodloužené míše, které tvořili sekret). Tato část obsahuje nervová vlákna vycházející z jádra předního hypothalamu a tvoří tractus supraopticus. Druhá část stopky má žlázový charakter stejný jako adenohypofýza (je její součástí). Druhý systém spojení představují krevní cévy, přesněji soustava portálních cév, kterými se z hypothalamu do adenohypofýzy transportují regulační hormony liberiny a statiny (neurohormony). Na význam cév v adenohypofýze poukazuje i zjištění, že sem přitéká nejvíce krve v celém organismu (0,8ml/g za minutu). Hormony z hypothalamu do hypofýzy se mohou dostávat i třetím způsobem, a to mozkomíšním mokem třetí mozkové komory tzv. intercelulárními štěrbinami.

## Endokrinní funkce mozku
V mozku (resp. v buňkách tvořících mozkové struktury) se tvoří celá řada hormonů. Od neuropeptidů, neuromediátorů, steroidních hormonů, katecholaminů po endorfiny a enkefaliny. Některé hormony tvořící se v mozku jsou specifické, jiné se tvoří i v jiných orgánech a tkáních. Nedávno byl objeven hormon kisspeptin, který se tvoří v hypothalamu. Ten je zodpovědný za regulaci hladiny pohlavních hormonů a též za nastartování období puberty prostřednictvím stimulace sekrece hormonu gonadoliberin.

## Hormony neuroendokrinního systému
Hlavním předpokladem pro správné fungování sekrece hormonů je regulace stálosti vnitřního prostředí. Základní vztah mezi hormonálním a nervovým systémem je možné charakterizovat následovnými hormonálními změnami v organismu při náhlém poklese glukózy v krvi. Glukóza v krvi je absolutně nezbytná pro správnou funkci mozku, a proto organismus není schopen tolerovat nedostatek glukózy (hypoglykemii). Jakmile k takovému stavu dojde, endokrinní buňky pankreatu uvolní hormon glukagon, který stimuluje uvolňování glukózy z jater do krve. Jiné endokrinní buňky reagují na hypoglykemii opačným způsobem, a to snížením sekrece hormonu inzulinu, čímž se sníží využití glukózy jinými tkáněmi než je mozek. Též buňky dřeně nadledvin reagují na hypoglykemii produkováním hormonu adrenalinu, který stimuluje játra pro uvolnění glukózy ze zásob. Poslední reakcí na hypoglykemii (buňkami nadledvin) je produkce kortizolu, který zintenzivní syntézu glukózy v ledvinách s cílem udržet dostatečné zásoby.
Zde je uveden stručný přehled hormonů a neurohormonů neuroendokrinního systému, kam putují a jejich hlavní účinek:

### Hormony hypothalamu (pro adenohypofýzu)
- Somatoliberin (GHRH) - stimuluje sekreci růstového hormonu STH

- Somatostatin (GHIH, SIH) - potlačuje sekreci STH

- Tyreoliberin (TRH) - stimuluje sekreci tyreotropinu TSH

- Kortikoliberin (CRH) - stimuluje sekreci adrenokortikotropinu ACTH

- Gonadoliberin (GnRH) - stimuluje sekreci folitropinu FSH a lutropinu LH

- Prolaktin RH - stimuluje sekreci prolaktinu PRL

- Prolaktin IH - potlačuje sekreci PRL

- Melanoliberin (MRH) - stimuluje tvorbu melanotropinu MSH

- Melanostatin (MIH) - poltačuje sekreci MSH[3]

### Hormony hypothalamu (pro neurohypofýzu)
- Oxytocin – stimuluje kontrakce hladké svaloviny při porodu a myoepitelových buněk při ejekci mléka
- Vazopresin (ADH) - zvyšuje retenci vody v ledvinách, vyvolává vazokonstrikci a zvýšení krevního tlaku[3]

### Hormony adenohypofýzy
- Somatotropin (STH) - stimuluje celkový růst většiny buněk a tkání, proteosyntézu, glykogenolýzu, transport aminokyselin, inhibuje účinky inzulinu na metabolismus sacharidů a lipidů
- Tyreotropin (TSH) - stimuluje syntézu a sekreci thyroidních hormonů (hormonů štítné žlázy)
- Adrenokortikotropin (ACTH) - stimuluje syntézu a sekreci kortikoidů z nadledvin
- Folitropin (FSH) - stimuluje dozrávání spermií v Sertoliho buňkách, růst folikulů a sekreci estrogenu
- Lutropin (LH) - stimuluje sekreci pohlavních hormonů, ovulaci, přechod folikulů do žlutého tělíska, sekreci estrogenu a progesteronu
- Prolaktin (PRL) - stimuluje růst mléčné žlázy a produkci mléka
- Melanotropin (MSH) - stimuluje ztmavnutí kůže a reguluje syntézu melaninu[3]

### Hormon epifýzy
- Melatonin – spánkový hormon (reguluje tělesnou teplotu a kardiovaskulární systém), reguluje zabarvení kůže, tlumí činnost gonád, sekreci pohlavních hormonů, urychluje začátek spánku a má stimulační účinek na imunitní systém[3]